# منصة إطلاق

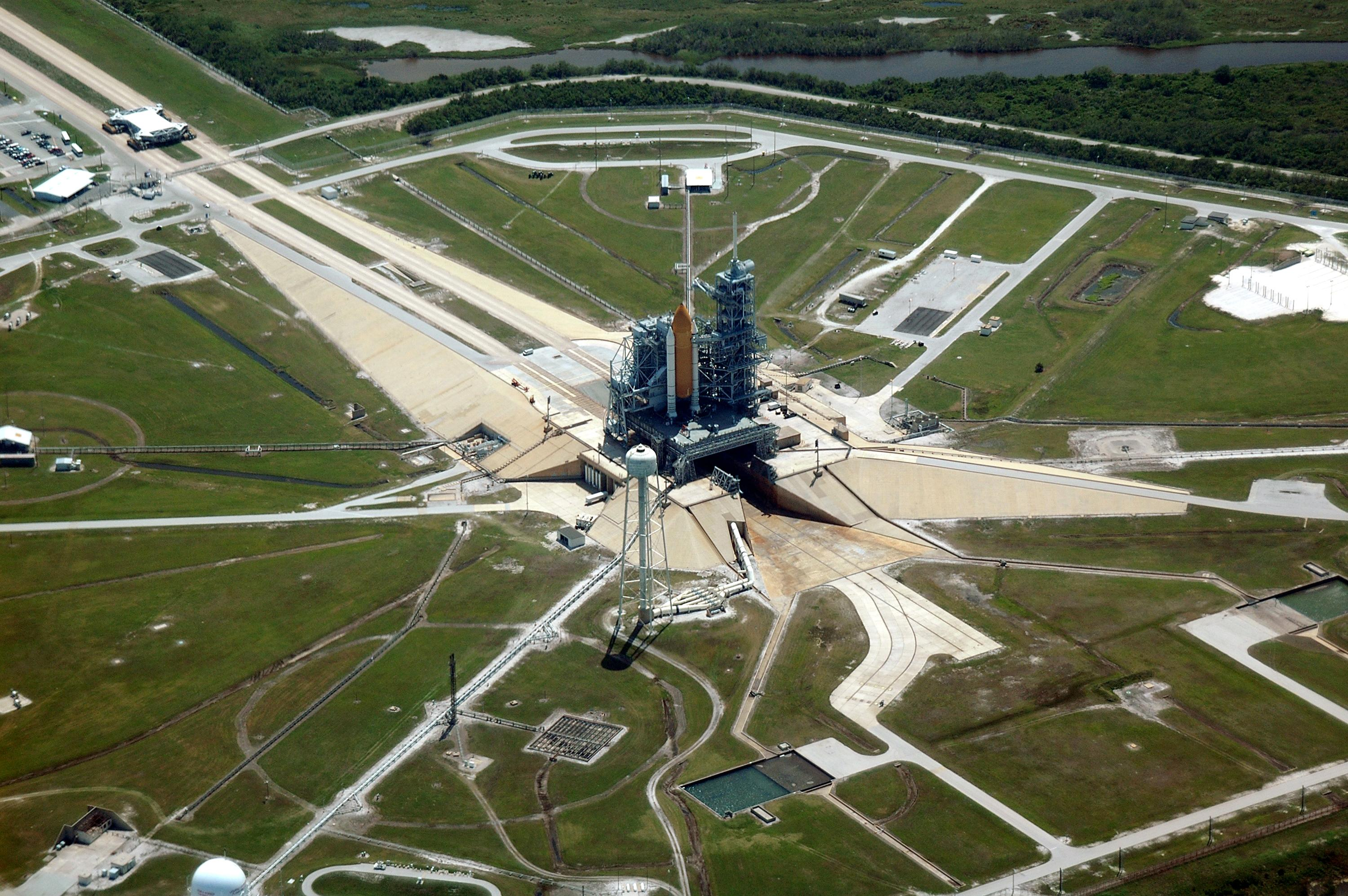
مركز كيندي للفضاء

مِنَصَّةُ الإطلاق هي المنطقة أو المُنشأ الذي تنطلق منه الصواريخ وسفن الفضاء. قاعدة إطلاق المركبات الفضائية (أو موقع إطلاق الصواريخ) يمكن أن تحتوى على العديد من منصات الإطلاق. تتكون منصة الإطلاق التقليدية من هياكل مُساعدة وأخرى سرية. ويوفر الهيكل المساعد منصةً للوصول لتَفقُد المركبة الفضائية قبل انطلاقها. ويمكن تحريك معظم الهياكل المساعدة أو تدويرها إلى مسافاتٍ آمنة. ولدى الهيكل السري حمولة البارود، والغاز، والطاقة، وروابط الاتصال لإطلاق المركبة. وتستقر مركبة الإطلاق في قمة منصة الإطلاق التي تحتوى على بنية انحراف اللهب لتتحَمل الحرارة الشديدة والحِمل الناتج عن محركات الصاروخ أثناء عملية الإقلاع.
وتحتاج معظم المبردات في مَركبات الإطلاق إلى أن تُدْفَع باستمرار مع اقتراب الإقلاع المُقَرَر. ويُعتبر هذا الأمر ضروريًا بصفةٍ خاصة حيث إن العديد من الدعامات تتم إضافتها أثناء الإقلاع ثم تتم إزالتها بينما يعمل موظفو الدعم على تصحيح المشكلات أو يقرون بأنها ليست خطيرة. وبدون المقدرة على دفع مَركبات الإطلاق، يجب إلغاء عملية الإطلاق عندما تتسبب المشكلات في إبطاء العد التنازلي. وعادةً يتم تصميم وبناء قناطر على منصات الإطلاق لتلبية حاجة هذه الأنواع من المُتطلبات المُساعدة أثناء عملية الإطلاق وعملية الإعداد التي سبقت ذلك.
وتتطلب معظم الصواريخ استقرار الدعم لثوانٍ قليلة بعد عملية الاحتراق، بينما تتكاثف المحركات وتستقر في كامل التوجه. ويقابل شرط الاستقرار هذا عادةً استخدام الأجزاء المتفجرة لربط مركبة الإطلاق بالمنصة. عندما تكون المَركبة مستقرة وعلى استعداد للتخلص من الأجزاء المتفجرة، فإن الأجزاء الخادمة المُتصلة بمنصة الإطلاق تنفصل وتظل على الأرض.

## نقل الصواريخ إلى المنصة
هناك العديد من أنواع مواقع الإطلاق المختلفة التي تحددها وسائل يمكن من خلالها نقل الصاروخ إلى المنصة.
- يعد أول صاروخ كبير هو V-2 أفقيًا مصطحبًا ذيله إلى موقع الإطلاق في بينماند (Peenemünde). وتُعتبر هذه الطريقة الأكثر شيوعًا للنقل إلى المنصة، وقد تم استخدامها لجميع الصواريخ السوفيتية الكبيرة، حتى بوران.
- وبطريقةٍ مماثلة، في موقع الإطلاق السوفيتي القريب من فولجوجرادت (Volgograd)، تفتح منصة الصومعة، التي اعتادت إطلاق صواريخ اختبارية قمتها، وكمرحلةٍ ثانية يتم دفع الحمولة أفقيًا بحيث ترتكز على قمة المرحلة الأولى الموجودة بالفعل في منصة الصومعة، وسيظل المخروط الأمامي وبعض من المرحلة الثانية مرئيين على سطح الأرض. وبالتالي لا يتم استخدام سطح المنصة؛ حيث يُعاد استخدام منصة الصومعة الروسية. وقد تم استخدام هذه الطريقة فقط لأجل السلاسل الكونية للأقمار الصناعية الصغيرة التي تُطلق المركبات.
- مثل صواريخ زحل V وزحل IB التي أطلقها مجمع الإطلاق 39 في مركز الكيندي للفضاء بالماضي، فتم تجميع مركبات مكوك الفضاء عموديًا في مبنى تجميع المركبات على منصة الإطلاق المتحركة (MLP). ويُرّكَب المكوك المُجَمَع ومنصة الإطلاق المتحركة على رأس الناقل-الجرار الذي يتحرك ببطء إلى منصة الإطلاق.[2] وقد تم استخدام أسلوب مماثل لإطلاق صواريخ آريان 5 (Ariane 5) في إيلا-3  [لغات أخرى]‏ في مركز غيانا الفضائي؛ وهو قاعدة فرنسية لإطلاق المركبات الفضائية بالقرب من كورو في غيانا الفرنسية.
- في محطة كيب كانافيرال (Cape Canaveral) للقوات الجوية، اُستُخدِمَت عربتي سكة حديد متوازيتين لنقل مركبة الإطلاق تيتان (Titan) ومنصة الإطلاق المتحركة الخاصة بها من مبنى الدمج إلى منطقة الإطلاق في مجمع 40 و41، واستمر استخدامها من أجل أطلس V.
- وفي عام 1920، وصف هيرمان أوبرث (Hermann Oberth) طريقة تجميع الصاروخ عموديًا على طوافةٍ عائمةٍ، وهي ما استخدمه في فيلم فرو ايم موند (Frau im Mond). لم يكن هذا مستخدمًا أبدًا على الرغم من استخدامها بجدية في مركز كنيدي للفضاء لإطلاق المجمع 39 من أجل زُحل V، ويرجع سبب رفض هذا الطلب إلى عدم استقرار الصاروخ العلوي غير المزود بالوقود وجسر الرافعة.
- وفي قاعدة فاندنبرج للقوات الجوية في كاليفورنيا أُقيمت العديد من صواريخ التيتان عموديًا في قنطرةٍ بمبنى خالٍ من النوافذ في SLC-4، وكانت الجدران الخارجية له تُطوَى بمجرد الانطلاق. وقد تم عمل ذلك لأغراضٍ سريةٍ عسكرية. ويتم استخدام أنظمة مماثلة في SLC-6 وLC37 في محطة كيب كانافيرال للقوات الجوية من أجل دلتا 4، وELA-1، و2  [لغات أخرى]‏ في CSG من أجل Ariane 1-4، وكاجوشيمامن أجل M-V.
- Zenit 3SL وتنتقل صواريخ المستَخدمة في الإطلاق البحري أفقيًا عن طريق البحر على متن المحيط الأوديسي لوجود منصة للنفط التي تُستخدم بعد ذلك في إقامتها وإطلاقها.
- Dnepr وتنتقل صواريخ عموديًا ويتم إدراجها داخل الصومعة.